# Mitsubishi L200
La Mitsubishi L200 (también conocida como Mighty Max, Forte, Triton, Sportero, Strada, Work, Katana o Dakkar) es una camioneta pickup compacta producida por el fabricante japonés Mitsubishi Motors. Originalmente conocida como Forte en Japón desde 1978 hasta 1986, luego el nombre fue cambiado en favor de Mitsubishi Strada, aunque en la mayoría de los mercados de exportación es conocido como modelo L200, mientras Storm se utilizó para Malasia a partir del año 2000. Fue conocida anteriormente como el Rodeo en Sudáfrica hasta el año 2007.
En los Estados Unidos fueron comercializadas inicialmente por Chrysler Corporation a partir de 1979, bajo el nombre de Dodge Ram 50 y Plymouth Arrow Truck. Entre 1982 a 1996 Mitsubishi empieza a comercializarlo directamente bajo la denominación Mighty Max, después fue descontinuada en favor del nombre de Mitsubishi Rider.
La 4.ª generación de la L200 fue construida en la filial de Mitsubishi en Tailandia y lanzada en 2005. Su diseño fue realizado por Akinori Nakanishi y exportado a alrededor de 140 mercados a nivel mundial.[cita requerida]

## Primera generación - L200 (1978-1986)
Mitsubishi presentó la primera generación en Japón, al cual se caracterizó por un inicio con muy pocas ventas, ya que el diseño al tener líneas muy aerodinámicas y estética muy adelantadas para su segmento en el mercado, no se veía una camioneta ruda, ya que para su aparición dominaba la Isuzu LUV la Mazda B1600 y la Nissan Junior. Este modelo no presentaba grandes lujos, solo tenía aire acondicionado.Sin embargo presenta una camioneta de confianza, muy difícil de romper mecánicamente, lo malo es que la gente se dio cuenta de esto luego de haber salido del mercado.
A pesar de ser un vehículo muy atractivo y líneas suaves, tenía mucha estabilidad tanto en carretera asfaltada como en caminos de piedra o arena.

## Segunda generación - K00/K10/K20/K34 (1986-1996)
La segunda generación fue producida por Tailandia tres años después de la salida al mercado del primer modelo. Se diferencian estéticamente por tener retoques exteriores ligeros como un nuevo diseño en la parrilla, así como rines de aleación; mostrándose mucho más atractiva para los usuarios hogareños.

## Tercera generación - K50/K60/K70 (1996-2006)
Se comercializa por encargo a partir del año 1998 con un motor diésel de 2'5 litros y 115cv. 
En 2005 entrará esta motorización en catálogo para celebrar la victoria en el Rally Dakar. Esta versión tenía emblemas en los guardabarros y una versión modernizada del motor con menor consumo y 172cv.

### Motorizaciones
|                                | Motores de gasolina                             | Motores diésel            | Motores diésel            | Motores diésel | Motores diésel | Motores diésel | Motores diésel | Motores diésel | Motores diésel |
|                                | 3.0                                             | 2.5 TD                    | 2.5 TD                    |                |                |                |                |                |                |
| ------------------------------ | ----------------------------------------------- | ------------------------- | ------------------------- | -------------- | -------------- | -------------- | -------------- | -------------- | -------------- |
| Periodo                        | 1996-2004                                       | 1996-2001                 | 2002-2006                 |                |                |                |                |                |                |
| Identificación del motor       | 6G72                                            | 4D56                      | 4D56                      |                |                |                |                |                |                |
| Tipo de motor                  | V6 24v                                          | L4 8v, turbo, intercooler | L4 8v, turbo, intercooler |                |                |                |                |                |                |
| Diámetro x carrera             | 91.1 mm × 76.0 mm                               | 91.1 mm × 95.0 mm         | 91.1 mm × 95.0 mm         |                |                |                |                |                |                |
| Cilindrada                     | 2972 cm³                                        | 2477 cm³                  | 2477 cm³                  |                |                |                |                |                |                |
| Relación de compresión         | 9.0: 1                                          | 21.0: 1                   | 21.0: 1                   |                |                |                |                |                |                |
| Potencia máxima: CV (kW) @ rpm | 177 CV (130 kW) @ 5000                          | 99 CV (73 kW) @ 4000      | 115 CV (84 kW) @ 4000     |                |                |                |                |                |                |
| Par máximo: Nm @ rpm           | 255 Nm @ 4500                                   | 240 Nm @ 2000             | 240 Nm @ 2000             |                |                |                |                |                |                |
| Tracción                       | Total                                           | Total                     | Total                     | Total          | Total          | Total          | Total          | Total          |                |
| Transmisión                    | Manual, 5 velocidades Automática, 4 velocidades | Manual, 5 velocidades     | Manual, 5 velocidades     |                |                |                |                |                |                |
| Peso                           | 1845–1865 kg                                    | 1895 kg                   | 1915 kg                   |                |                |                |                |                |                |
| Aceleración (0–100 km/h)       | 11.6-14.4 s                                     | 18.5 s                    | 18.5 s                    |                |                |                |                |                |                |
| Velocidad máxima               | 175 km/h                                        | 145 km/h                  | 145 km/h                  |                |                |                |                |                |                |
| Consumo combinado (L/100 km)   | 12.5-13.2                                       | 11.0                      | 10.5                      |                |                |                |                |                |                |

## Cuarta generación - KA/KB (2005-2014)
La cuarta generación, lanzada en el año 2005, tiene doble tracción controlado por un Selector llamado "Super Select 4WD", motor 2,5 turbo diésel (DI-D) con motor de 136 CV. La versión con un chip de rendimiento (de RallyArt) DI-D le aporta 167 caballos de fuerza adicionales. Como el único vehículo en su clase, el L200 tiene un control electrónico de estabilidad y tracción.
Consumo combinado: 8,6 l/100 km, el valor de CO2 de 228 g/km, con la versión automática que se espera con un aumento del consumo de 15 litros cada 100 km.

### Versiones
GLX - unidad básica con poco equipamiento, presentado principalmente en flotillas
GLS - tope de gama en equipamiento del interior, ya contaba con recursos electrónicos de ayuda al conductor.
También se tuvo la denominación HIGHPOWER, el cual según el país podía venir con el motor V6 3.2L con 180 cv, únicamente para GLS, el motor era eo mismo del Montero de esos años y en otros se utilizó el mismo 2.5, pero con una reprogramación que incrementaba a un nivel de potencia a 175cv, disponible para todas las versiones.
En otros países de Latinoamérica, se ofreció el Mining Edition, el cual era exclusivamente para flotillas y contaba con equipamiento adicional para el trabajo, entre el equipamiento era jaula interna, un segundo tanque de 90 litros, suspensión reforzada y levantada, placas protectoras de motor cárter y transmisión.

### Motorizaciones
|                                | Motores diésel                                            | Motores diésel                                            | Motores diésel | Motores diésel | Motores diésel | Motores diésel | Motores diésel | Motores diésel |
|                                | 2.5 Di-D                                                  | 2.5 Di-D                                                  |                |                |                |                |                |                |
| ------------------------------ | --------------------------------------------------------- | --------------------------------------------------------- | -------------- | -------------- | -------------- | -------------- | -------------- | -------------- |
| Periodo                        | 2005-2016                                                 | 2006-2016                                                 |                |                |                |                |                |                |
| Identificación del motor       | 4D56                                                      | 4D56                                                      |                |                |                |                |                |                |
| Tipo de motor                  | L4 8v, inyección directa, common-rail, turbo, intercooler | L4 8v, inyección directa, common-rail, turbo, intercooler |                |                |                |                |                |                |
| Diámetro x carrera             | 91.1 mm × 95.0 mm                                         | 91.1 mm × 95.0 mm                                         |                |                |                |                |                |                |
| Cilindrada                     | 2477 cm³                                                  | 2477 cm³                                                  |                |                |                |                |                |                |
| Relación de compresión         | 17.5: 1                                                   | 17.5: 1                                                   |                |                |                |                |                |                |
| Potencia máxima: CV (kW) @ rpm | 136 CV (100 kW) @ 4000                                    | 167 CV (123 kW) @ 3800                                    |                |                |                |                |                |                |
| Par máximo: Nm @ rpm           | 314 Nm @ 2000                                             | 402 Nm @ 2000                                             |                |                |                |                |                |                |
| Tracción                       | Total                                                     | Total                                                     | Total          | Total          | Total          | Total          | Total          | Total          |
| Transmisión                    | Manual, 5 velocidades                                     | Manual, 5 velocidades                                     |                |                |                |                |                |                |
| Peso                           | 1880–1955 kg                                              | 1865–1935 kg                                              |                |                |                |                |                |                |
| Aceleración (0–100 km/h)       | 14.6                                                      | 11.8 s                                                    |                |                |                |                |                |                |
| Velocidad máxima               | 167 km/h                                                  | 180 km/h                                                  |                |                |                |                |                |                |
| Consumo combinado (L/100 km)   | 8.6                                                       | 8.6                                                       |                |                |                |                |                |                |

## Quinta generación - KJ/KK/KL (2015-)

### Seguridad
El L200 en su versión latinoamericana más básica recibió una calificación de 0 estrellas para adultos y 2 estrellas para niños de Latin NCAP en 2019 (protocolo obsoleto).

## Sexta generación (LC/MV; 2023)
El Triton de sexta generación se presentó el 26 de julio de 2023. Presenta el concepto de diseño 'Beast Mode' presentado como concepto XRT en el Salón Internacional del Automóvil de Bangkok de 2023. El interior sigue el concepto de 'Eje horizontal' con el uso de formas geométricas y  Todos los elementos de contacto están diseñados según el enfoque Mitsubishi Touch y cuenta con un nuevo motor diésel turboalimentado 4N16 con tres opciones de potencia que reemplazó a la unidad 4N15.[cita requerida]